# Félix de Las Cases
Pour les articles homonymes, voir Las Cases.
Félix de Las Cases, né à Poudis (Tarn) le 12 septembre 1819 et mort à Béziers (Hérault) le 1er octobre 1880, est évêque du diocèse de Constantine-Hippone de 1867 à 1870.

## Vie religieuse

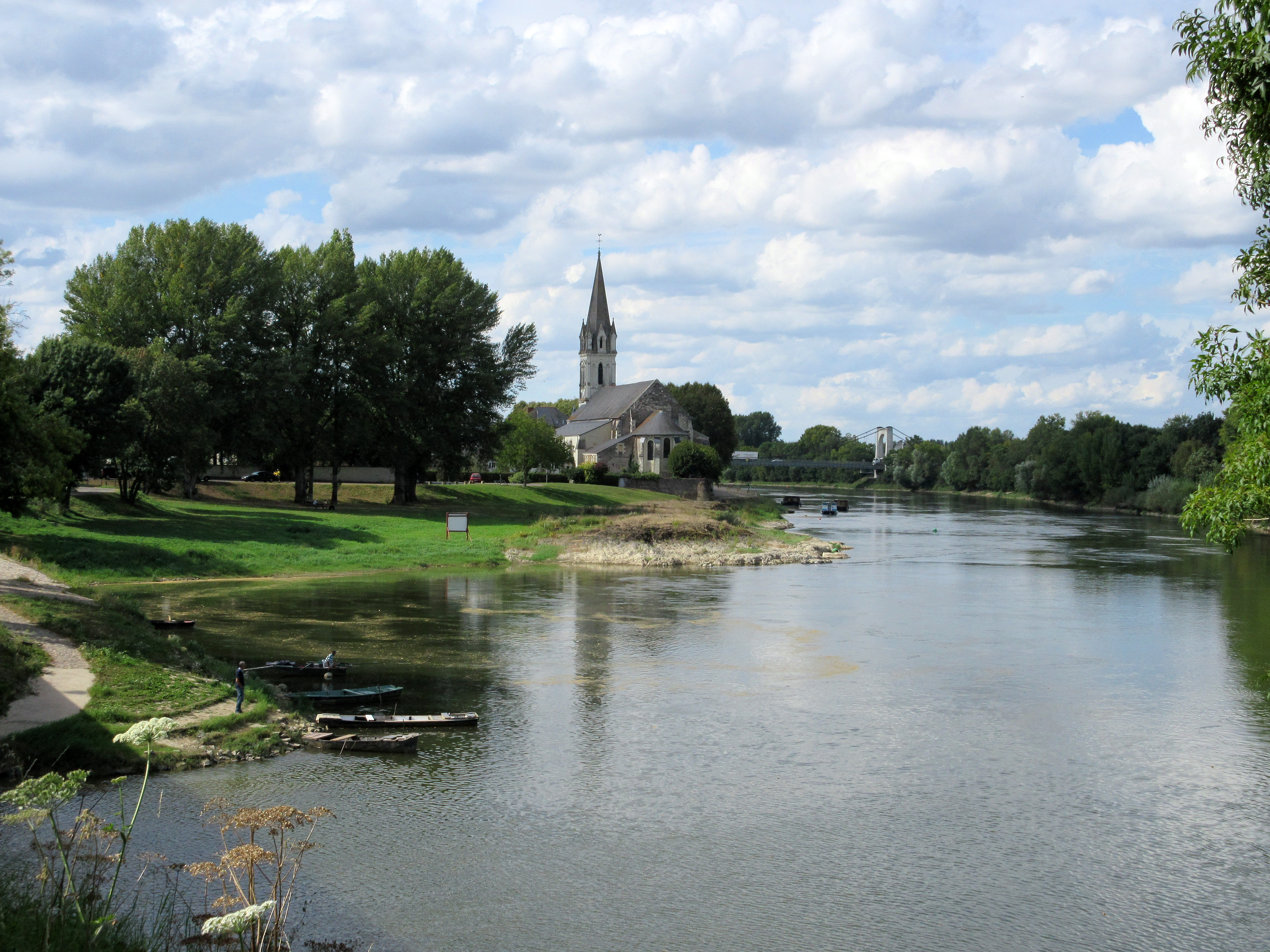
À Chalonnes-sur-Loire, sous la Loire on extrayait du charbon.

D'abord vicaire général de Charles-Théodore Baudry, évêque de Périgueux, il devient plus tard supérieur de la Congrégation du Bon-Pasteur à Angers. Le 14 juillet 1861, Félix de Las Cases est ordonné grand vicaire honoraire par Guillaume Angebault dans la cathédrale d'Angers. Le 4 novembre 1866, il le nomme "desservant" c'est-à-dire curé de la paroisse de l'église Notre-Dame-des-Victoires d'Angers. Le 12 janvier 1867, un décret impérial nomme Félix de Las Cases, premier évêque du diocèse de Constantine et Hippone.
Dans cette contrée déshéritée de l'Algérie, il fonde un grand et un petit séminaire. En août 1867, une épidémie de choléra et une famine touchent Constantine. On le voit soigner avec la même bonté d'âme les mahométans et les chrétiens, ce qui produit un effet moral des plus salutaires. Félix de Las Cases décide de fonder un hôpital et un orphelinat qu'il met sous la direction des frères de Sainte-Croix du Mans. Il fonde aussi un établissement, "Saint-Augustin et Sainte-Monique", pour les orphelins.
Très attaché à l'Empire, Félix de Las Cases apprend avec une grande émotion la chute de l'Empereur. Fatigué par les visites pastorales en Algérie, les discours, les quêtes, les sermons, les voyages en France pour se procurer des ressources, les querelles incessantes et les tracasseries de l'archevêque d’Alger, les chaleurs de Rome et les travaux du Concile, il finit par avoir de graves ennuis de santé. Son mental étant affecté, le 22 août 1870, alors qu'il est chez un docteur à Toulouse, il adresse au Pape Pie IX sa démission, acceptée dès le 29 août 1870. Malade, ayant contracté le paludisme en Algérie, il n'est plus capable de lire son bréviaire ni de dire la messe. Le 25 octobre 1870, il quitte Constantine et retourne dans sa propriété de la Chartreuse, à Corneilhan, qu'il possède en indivision avec ses sœurs.
En 1873, il est nommé chanoine de premier Ordre à Saint-Denis. En février 1878, il revient à Angers recommander aux Angevins la charité pour ses œuvres en Algérie.
Le dimanche 24 février 1878, à la Cathédrale Saint-Maurice d'Angers, une messe pour les victimes de la guerre d'orient est prêché par Félix de Las Cases : « avec solennité l'ancien évêque de Constantine et d'Hippone, a bien voulu promettre le concours de sa parole édifiante et si autorisée à traiter de l'action des missions françaises à l'étranger ».
Le 26 septembre 1880, alors qu’il prêche une retraite à l'abbaye Sainte-Marie de Fontfroide, une fièvre pernicieuse se déclenche. Son docteur, à Béziers vérifie que son mal a empiré. Assisté dans ses derniers instants par Antoine Delcellier, curé de Corneilhan, il meurt le 1er octobre 1880, âgé de 61 ans. Le cardinal Anatole de Cabrières, assisté de six évêques, célèbre ses funérailles le 4 octobre. Accompagné par une foule considérable, Félix de Las Cases est inhumé dans le cimetière de Corneilhan, dans le tombeau de la famille Guérau d’Arellano, son beau-frère.

## Distinctions
En récompense de son dévouement pour soulager les cholériques, il est fait :
- chevalier de la Légion d'honneur par décret du 1er août 1868[7].

## Hommages
Selon la Mère Marie-Euphrasie Pelletier dans une lettre adressée à ses religieuses le 13 décembre 1863 : « C'est un homme de cœur, d'un excellent jugement, d'une excellente éducation et d'un dévouement sans bornes, il donne tout à notre institut et prend intérêt à tous nos monastères ».
Félix de Las Cases a une rue à son nom à Chalonnes-sur-Loire. Il en a également une à Corneilhan, depuis 1974.
L'église de Corneilhan expose dans une vitrine, la crosse et la mitre de Félix de Las Cases, ainsi que son buste sculpté par Jean Malacan en 1880.
Le 26 octobre 1980, une cérémonie du souvenir, présidée par Louis Boffet, évêque  de Montpellier, a été organisée à Corneilhan pour marquer le centenaire de la mort de Félix de Las Cases. De nombreux descendants des anciens diocésains d’Algérie, pieds-noirs rapatriés du Constantinois, y ont assisté et une plaque a été apposée sur son tombeau.